# أشباح هوجوورتس
أشباح هوجورتس هي أشباح تعيش في المدرسة بعد أن ماتت، وهي كثيرة، لكن الشهير منها قليل، وللأشباح أنواع، فمنها الأطياف، ومنها الأشباح التي تمتلك القدرة على نقل الأشياء.

## أشباح المنازل
أشباح المنازل هي أشباح كانت في مضى من تلاميذ منازل هوجوورتس ثم أصبحت بعد موتها من الأشباح، وصارت رموزاً لمنازلها، ويُعتقد أن جميعها ماتت قبل خمسمائة عام.

يساعد كل شبح تلاميذ منزله، ويشجعهم، كما يروي لهم أحياناً بعض الأمور عن تاريخ المنزل.

وجميع أشباح المنازل أطياف.
يوجد أشباح أخرى لكن ليست بأشباح منازل مثل الشبح المشاغب بيف ومرتيل النائحة

### نيك شبه مقطوع الرأس
نيك شبه مقطوع الرأس هو اللقب الشائع لشبح جرينفدور سير نيكولاس دي ميمسي بوربينغتون المتوفى في 31 أكتوبر 1492 بقطع عنقه بشكل غير كامل بواسطة خمسة وأربعين ضربة فأس، بشكل يجعل رأسه مقطوعاً لكن بشكل غير كاف للمشاركة في مسابقة صيد الرؤوس والتي ينضم إليها فقط الأشباح الذين انفصلت رؤوسهم عن أجسادهم بشكل تام. ويشكلون تنظيماً مجتمعياً خاصاً في تراتبية مجتمع الأشباح.

أصبح هاري بوتر صديقاً لسير نيكولاس عندما حضر حفل عيد وفاته، في الذكرى خمسمائة للحدث، في قبو هوجوورتس، وتاريخ وفاة سير نيكولاس بعيد بما يكفي ليكون أساس التأريخ الكامل للجدول الزمني الخاص بـ تواريخ سلسلة هاري بوتر.
كان لسير نيكولاس دور صغير للغاية في هاري بوتر وحجر الفلاسفة عندما عرف على أنه شبح جريفندور. وفي هاري بوتر وحجرة الأسرار كان إحدى ضحايا الباسيليسك التي أطلقت جيني ويزلي سراحها بتأثير توم ريدل. 

نظرة الباسيلسك كافية لقتل أي شخص ينظر إليها مباشرة في عينيها إذا كان حياً، لكن سير نيكولاس الشبح لم يكن حياً ليموت، لذا جمدته نظرة الباسيليسك تماماً، وحولت لونه الشفاف إلى أسود دخاني.

ظهر سير نيكولاس مجدداً في هاري بوتر وجماعة العنقاء عندما شرح لهاري طبيعة الموت، وكيفية نشوء الأشباح، وما الذي يعنيه أن يكون المرء شبحاً، لكن شرحه دمر أمل هاري في التواصل مجدداً مع سيريوس بلاك المتوفى حديثاً، فأخبره بأن ذلك مستحيل.

سير نيكولاس هو أكثر الأشباح ظهوراً في السلسلة.

### البارون الدموي
البارون الدموي هو شبح منزل سليذرين، وهو الشخص الوحيد بالإضافة إلى دمبلدور الذي يمتلك القدرة على السيطرة على الشبح بيفز، ويظهر أن بيفز يخشاه لسبب غير مذكور في الرواية مشيراً إليه بألقاب «دمويتكم» و«السيد البارون».

البارون مغطى بندب فضية نازفة لم تفسر أسبابها حتى الجزء الأخير من السلسلة،هاري بوتر والمقدسات المميتة، حيث اتضح أنه قتل نفسه بعد أن قتل الفتاة التي يحبها، والتي أصبحت فيما بعد السيدة الرمادية شبح رافنكلو.

و على العكس من الشبح الصارم للغاية، والمخيف إلى حد كبير في الكتب، يقدم الفيلم هاري بوتر وحجر الفلاسفة البارون الدموي على أنه صاخب ومرح ومبتهج.

### فريار البدين
فريار البدين هو الشبح المقيم الخاص بمنزل هافلباف. فريار شبح مرح ومتسامح. وفي هاري بوتر وحجر الفلاسفة عندما كان طلاب السنة الأولى ينتظرون عودة مكجونجال وحامت الأشباح فوق رؤوسهم كان يرجو بدلاً عن بيفز أن يُسمح له بحضور الوليمة رغم أفعاله السيئة.

### السيدة الرمادية
السيدة الرمادية هي شبح منزل رافنكلو، وظهرت بشكل مختصر جداً في هاري بوتر وحجر الفلاسفة ما يجعل توفير المعلومات عنها صعباً، وبشكل عام فإن الافتراض الشائع للسيدة الرمادية أنها شبح له هيئة امرأة طويلة الشعر تجوس أرجاء المدرسة بشكل دائم وتقترب من المتحدثين على حين غفلة كما فعلت في هاري بوتر والأمير ذو الدم الخليط.

تظهر السيدة الرمادية بشكل أكبر في المقاطع المحذوفة من فيلم حجرة الأسرار عندما يعثر هاري بوتر على مفكرة توم ريدل، ويسألها أن تتيح له قدراً من الخصوصية.
و بشكل غريب وغير مبرر فإن شبح رافنكلو السيدة الرمادية يسمح لها بالتواجد في برج جريفندور، رغم أن الأفلام تعارض الكتب غالباً.

و هناك العديد من قصص شبح السيدة الرمادية في بريطانيا العظمى، ويُعتقد أنها ألهمت شخصية هذا الشبح، أيضاً يمكن أن تكون قد أُلهمت بواسطة شبح السيدة جين غراي الذي يُقال أنه يحوم في برج لندن.
و طبقاً لرسالة كتبتها جيه كيه رولينغ لنينا يونغ التي لعبت دور الشبح في الفيلم الأول، فإن السيدة الرمادية هي «شابة ذكية للغاية... لم تجد الحب الحقيقي أبداً، كما لم تجد رجلاً يرقى إلى معاييرها الخاصة.» وهذا الوصف قد يلخص قصة حياة هذه الشابة المنكودة.
في هاري بوتر والمقدسات المميتة، ظهر أن السيدة الرمادية هي في الحقيقة هيلينا رافنكلو، ابنة روينا رافنكلو، إحدى مؤسسي هوغوورتس، وقد غضبت منها أمها لأنها سرقت منها تاجها، وكان هذا سبب موتها المبكر، وقبل موتها طلبت من البارون الدامي، شبح سليذرين «عندما كان حياً» أن يعرف من ابنتها مكان التاج، وعندما رفضت إخباره، قتلها ثم قتل نفسه.

## أخرى

### بيفز
بيفز هو أكثر اشباح هوجورتس مشاغبه ظهوره الأول كان في هاري بوتر وحجر الفيلسوف

### الأستاذ بينز
الأستاذ كتبيرت بينز
«مادتي هي تاريخ السحر، أتعامل مع الحقائق، لا الأساطير والخرافات.»—الأستاذ بينز
مدرس مادة تاريخ السحر، والأستاذ الشبح الوحيد في هوجوورتس. يدخل بينز الفصل عبر السبورة. عجوز جداً ومتقلص، وشبه شفاف، بياضه لؤلؤي مثل الأشباح. وتقول القصة أنه كان عجوزاً جداً لدرجة أنه استيقظ من نومه ذات يوم أمام المدفأة وغادر إلى صفه تاركاً جسده وراءه. ولم يتغير روتينه منذ ذلك الحين.
حصص بينز مشهورة فقط لكونها مضجرة بشكل كبير، يقرأ فيها تفاصيل غير منتهية عن انتفاضات العفاريت وأحداث أخرى «بأزيز مسطح يشبه أزيز مكنسة كهربائية قديمة» تضع الجميع في حالة من عدم الإدراك.
الاسم الأول للأستاذ بينز، كتبيرت، يظهر في قائمة أنشأتها رولينج بينما كانت تخطط لرواية سجين أزكابان، وعلى أي حال، فإن هذا لا يمكن أن يعتبر سارياً لأن المعلومات عنه تغيرت عندما نشرت رولنج الكتاب.
اسم الأستاذ بينز يحتوي على قدر من التلاعب بالكلمات، فأنا أتخيله مرتدياً عدسات سميكة جدا، ً «بينز» بالإنجليزية العامية مصطلح يشير إلى النظارات.